# Oreotrys bracteata
Oreotrys bracteata là một loài thực vật có hoa trong họ Saxifragaceae. Loài này được (Torr.) Raf. miêu tả khoa học đầu tiên năm 1832.